# Davidius fruhstorferi
Davidius fruhstorferi – gatunek ważki z rodziny gadziogłówkowatych (Gomphidae).